# Nyadou
Nyadou est un village de la commune de Mbe situé dans la région de l'Adamaoua et le département de la Vina au Cameroun.

## Population
En 2014, Nyadou comptait 914 habitants dont 399 hommes et 515 femmes. En termes d'enfants, le village comptait 98 nourrissons (0-35 mois), 154 nourrissons (0-59 mois), 58 enfants (4-5 ans), 214 enfants (6-14 ans), 169 adolescents (12-19 ans), 317 jeunes (15-34 ans).

## Ressources naturelles
En termes de ressources naturelles, le village dispose de chaux vive.
Un puits fonctionnel pour accéder à l'eau est présent au sein du village.

## Éducation
177 élèves dont 86 filles et 91 garçons vont à l'école de Nyadou. Quatre enseignants dont un maître parents et trois contractuels donnent les cours aux enfants.